# Crônica de Peterborough
A Crônica de Peterborough (português brasileiro) ou Crónica de Peterborough (português europeu) (em inglês: Peterborough Chronicle), também conhecida como manuscrito Laud (Laud manuscript) e manuscrito E (E manuscript), é uma das Crônicas Anglo-Saxãs, e contém informações valiosas sobre a história da Inglaterra depois da Conquista Normanda. De acordo com o filólogo neozelandês J. A. W. Bennett, é a única obra histórica em prosa feita no idioma entre a Conquista e o século XIV.

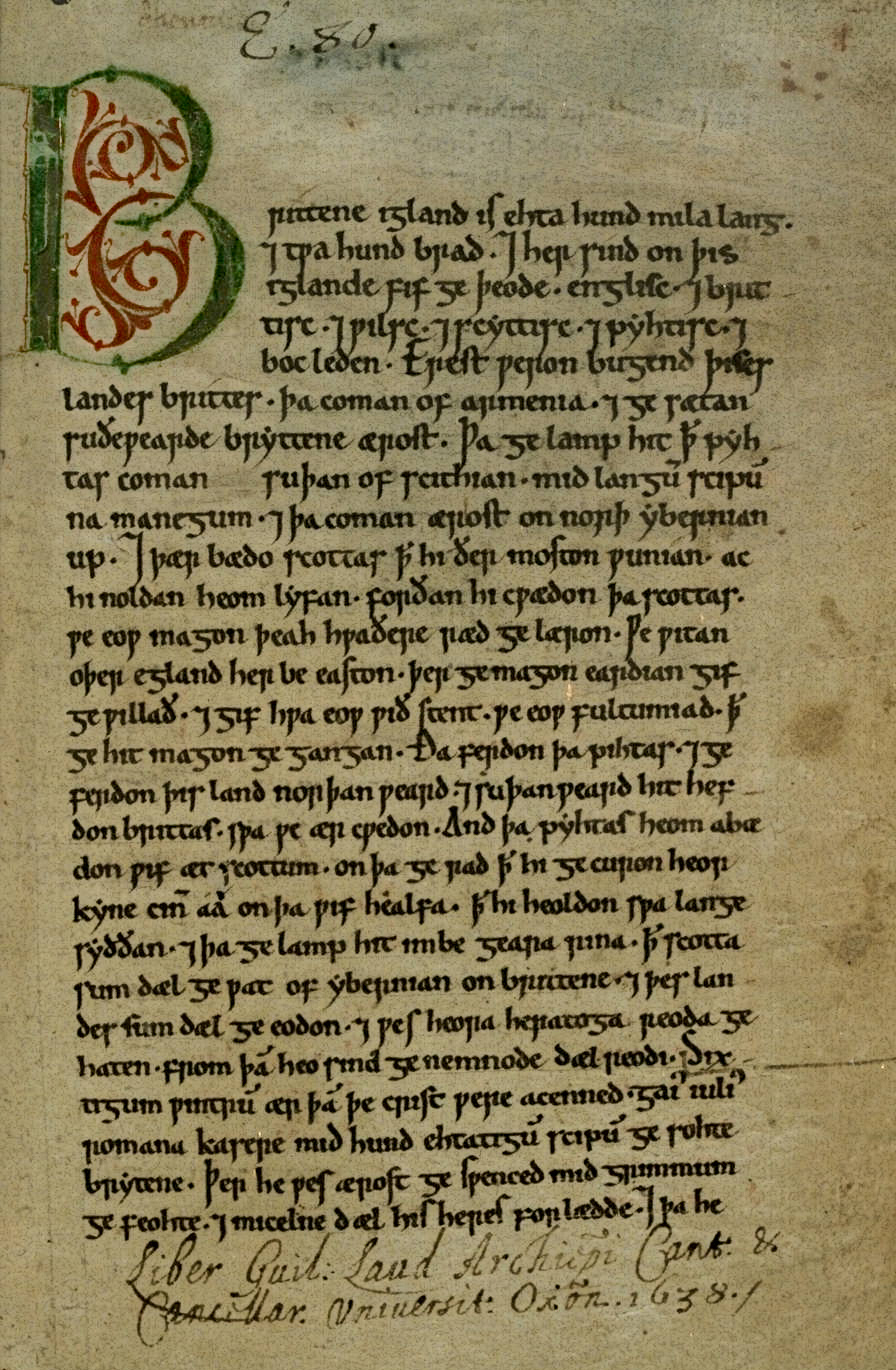
Página de abertura do manuscrito Laud. A caligrafia do autor é obra do copista, e não dos autores da Primeira e da Segunda continuações.

As Crônicas Anglo-Saxãs foram escritas e preservadas nos diversos mosteiros da Inglaterra anglo-saxã, como uma tentativa de registrar a história da Grã-Bretanha ao longo dos anos da Era Comum. Tipicamente estas crônicas se iniciaram com o nascimento de Cristo, passaram pela história bíblica e romana, e continuava até o presente. Cada um dos principais edifícios religiosos do país tinha sua crônica própria, individual, e as crônicas não eram comparadas entre si nem eram mantidas de maneira uniforme. Quando a crônica de um mosteiro era danificada, no entanto, ou quando um novo mosteiro iniciava sua crônica, os mosteiros vizinhos emprestavam suas crônicas para que fossem copiadas. Assim, uma crônica nova seria idêntica àquela da qual ela foi copiada até a data em que ela foi iniciada, ponto a partir do qual ela se tornava idiossincrática. Foi este o caso da Crônica de Peterborough; um incêndio forçou a Abadia de Peterborough a copiar as crônicas de outras igrejas até o ano de 1120.
Quando Guilherme, o Conquistador conquistou a Inglaterra e o anglo-normando se tornou o idioma oficial, as Crônicas Anglo-Saxãs foram interrompidas, de maneira geral. Os monges de Peterborough, no entanto, continuaram a compilar os eventos em suas crônicas. Embora a Crônica de Peterborough não seja uma obra profissional de historiografia, e ainda seja necessária a consulta a histórias compiladas em latim (como a Gesta Regum Anglorum, de Guilherme de Malmsbury) para a compreensão total do panorama histórico da época, elas constituem um dos poucos relastos em primeira mão do período da história inglesa que vai de 1070 a 1154, escrito de um ponto de vista afastado das cortes.
Também é uma fonte valiosa de informação sobre o próprio inglês médio; a primeira continuação, por exemplo, foi escrita em inglês antigo, porém a segunda já começa a mostrar alterações, até a sua conclusão, que apresenta formas caracteristicamente distintas do inglês médio arcaico. As novidades linguísticas registradas na segunda continuação são inúmeras, incluindo pelo menos uma inovação real: o pronome feminino "she" (como "scæ") é registrado pela primeira vez nas Crônica de Peterburgo.